# 市村隆
市村 隆（いちむら たかし、1958年1月24日 - ）は、日本の政治家。栃木県栃木市議会議員（1期）元岩舟町長。

## 経歴
1982年（昭和57年）3月、東海大学工学部を卒業。同年4月、生井設計に就職。1992年（平成4年）、市村建築設計（現・イオス設計）を設立し同社の代表取締役に就任。
2011年（平成23年）8月、栃木市との合併を主張する住民団体「岩舟町を考える会」が茂呂幸司町長の解職の是非を問う住民投票実施のための署名簿を町選挙管理委員会に提出。解職の是非を問う住民投票は同年12月に行われる予定であったが、佐野市との合併断念を受けて茂呂が町長を辞職したため住民投票は中止となった。茂呂の辞職に伴う町長選挙は同年12月に行われ、市村以外に立候補の届け出がなく無投票当選。市村は「岩舟町を考える会」で副会長を務めていた。
町長在任中には発光ダイオード防犯灯設置や小中学校校舎へのエアコン設置などを実施している。2014年（平成26年）4月、岩舟町が栃木市に編入合併したことにより町長を退職した。
2015年4月、栃木県議会議員選挙に栃木市選挙区から無所属で立候補するも落選、2019年4月にも県議選に立候補したが落選した。
2022年4月、栃木市議会議員選挙で当選。